# Santuario di Santa Maria Assunta (Grassobbio)
Il santuario di Santa Maria Assunta si trova all'interno dell'oratorio di Grassobbio e fa parte della diocesi di Bergamo.

## Storia
La data di costruzione dell'edificio non è certa: nel 1295, attraverso la lettura di alcune carte topografiche è emerso che il santuario era già presente all'interno del paese, ma era dedicato a Santa Maria ai Campi. Inoltre, non sono presenti fonti riguardanti l'anno di consacrazione della chiesa. Nel Settecento, il santuario è stato soggetto a saccheggi avvenuti con l'arrivo degli Austriaci, causando la sconsacrazione dell'altare principale, riconsacrato successivamente. 
All'inizio del XVIII secolo, gli altari sono stati dedicati alla Beata Vergine Assunta, alla Vergine Addolorata e a San Rocco, il quale prende il nome dal dipinto raffigurante San Rocco e San Sebastiano presente dietro all'altare stesso. Quest'ultimo, nel 1780, venne intitolato a S. Maria Maddalena. L'altare principale, di scuola Fantoniana, è stato scomposto da alcuni sacerdoti nel 1700: ora sono presenti un altare al principio del presbiterio e la statua della Vergine Assunta, che in passato era unita alla tavola liturgica, in una abside poligonale laterale.
Gli affreschi all'interno della chiesa riguardanti scene di vita di Maria, risalenti al XVI secolo, sono stati trascurati durante la Prima Guerra Mondiale, a causa delle mancate opere di manutenzione avvenute solo nel 1940. Nel 1962 Belle Arti decise di recuperare i suoi affreschi e architetture, insieme alla ricostruzione dell'oratorio e della casa parrocchiale. 
Dal 1984 al 2000, il santuario ha subito varie opere di ristrutturazione, tra cui l'abbassamento del tetto, il rifacimento della sagrestia, l'aggiunta di un concerto di cinque campane ed infine un'opera di restauro conservativo. 

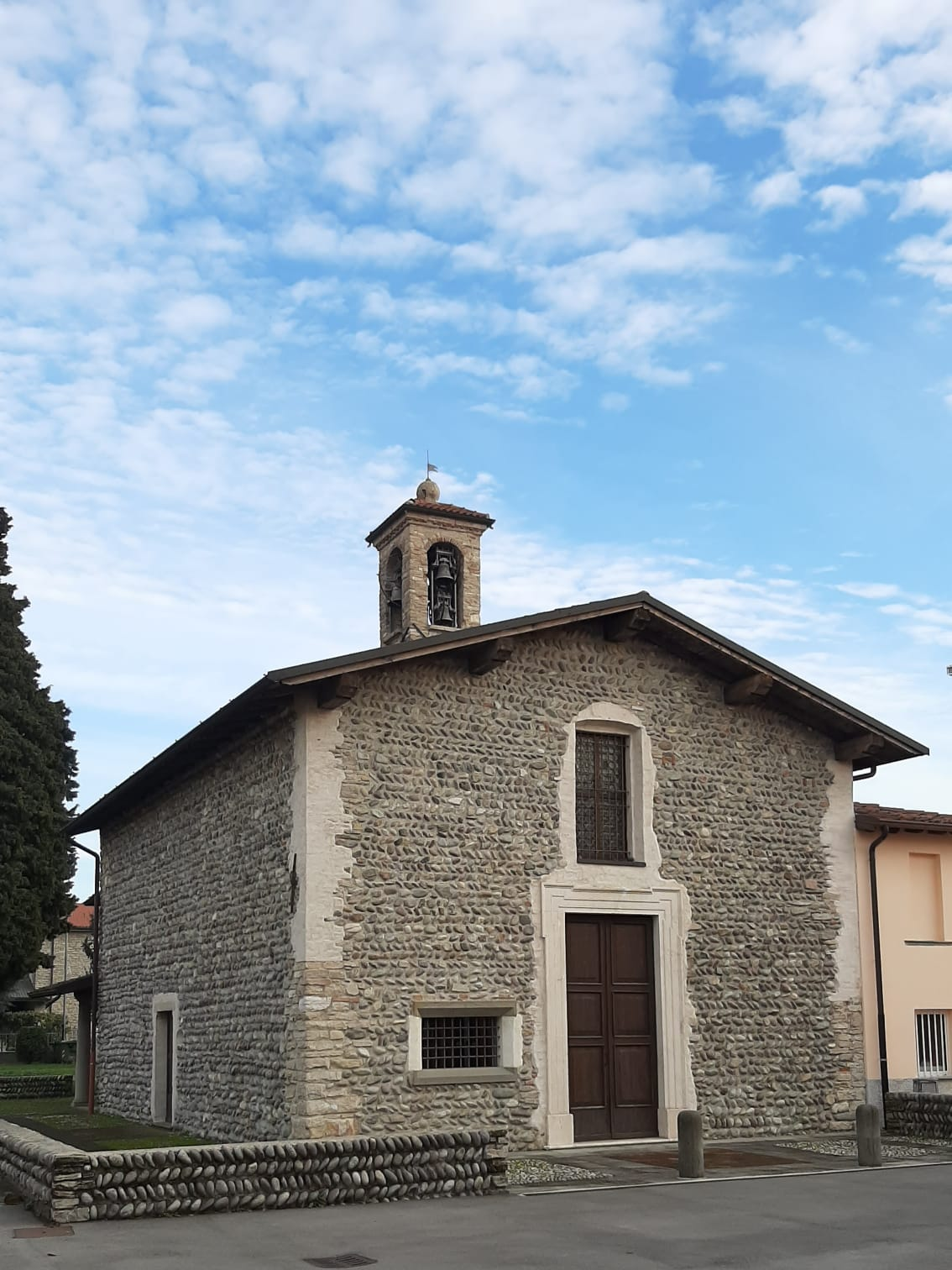
Facciata esterna del Santuario di Santa Maria Assunta con scorcio del campanile, si trova all'interno dell'Oratorio di Grassobbio.

Con l'aggiunta del monumento dedicato agli Alpini, l'oratorio è stato completato. 

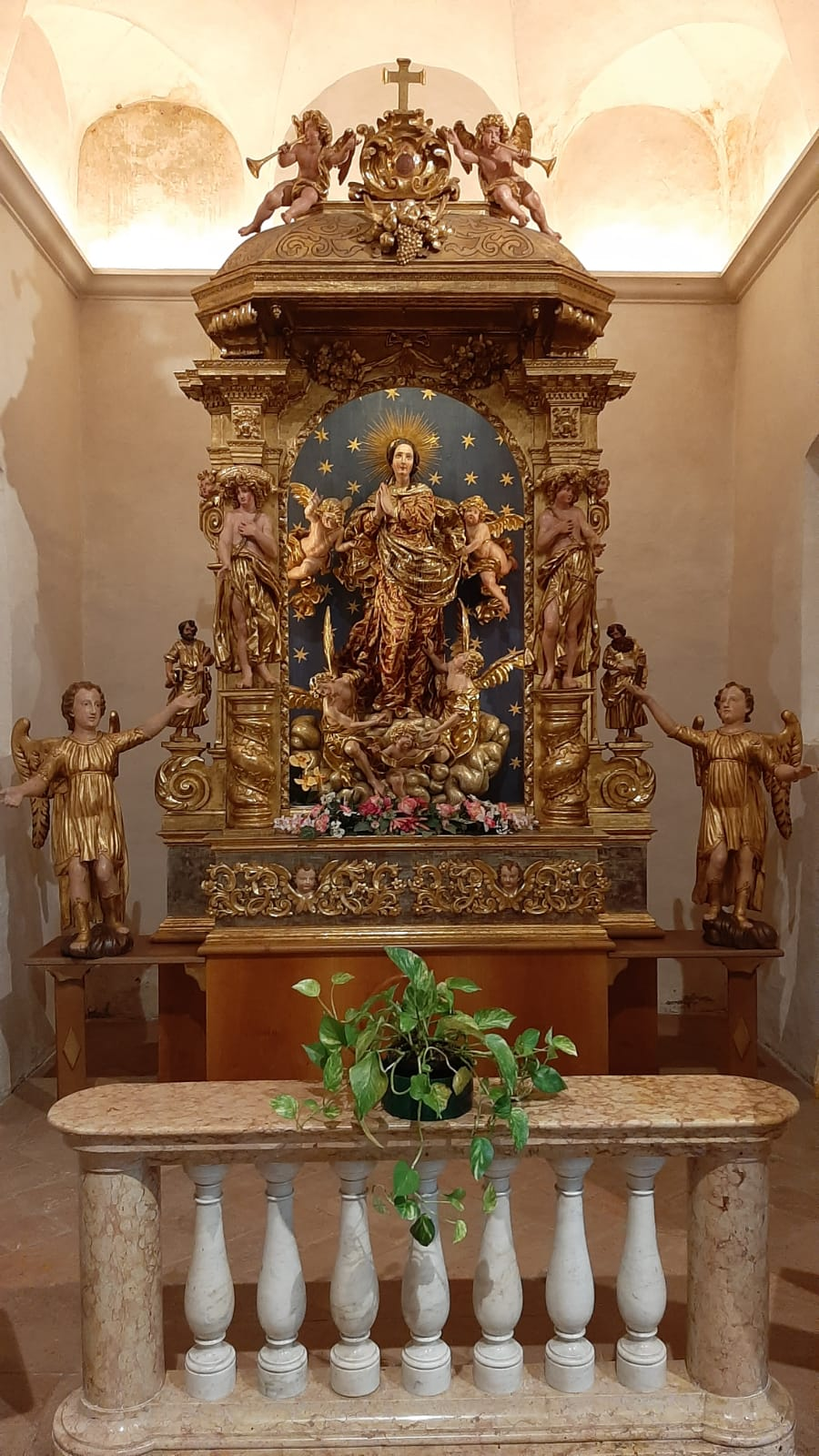
La statua rappresenta l'Assunzione di Maria immacolata con a fianco due angeli. La statua faceva parte in passato dell'altare, ma venne separata nel 1700 da alcuni sacerdoti.

## Architettura
La chiesa vede una facciata in pietra al cui centro si erge un portone in marmo di Zandobbio; a sinistra e sopra il portone sono presenti due finestre svasate munite di inferriate. È rivolta verso Oriente: l'ingresso principale era posizionato sul lato occidentale, di modo che i fedeli camminassero verso oriente, che simboleggia l'ascesa di Cristo.
L'edificio, in muratura continua, presenta una navata a pianta rettangolare divisa in tre campate da pilastri, coperta da un tetto a due spioventi (a capanna) e con travatura in legno a vista. Nella seconda campata è presente la cappella dedicata a Santa Maria Assunta. Il presbiterio, come la navata, è caratterizzato da pianta rettangolare: inizialmente è coperto da una volta a botte, finendo con una volta a lunette. 
Sono presenti due ingressi (uno laterale e uno centrale) che conducono al campanile e alla sagrestia. 

## Arte
Gli affreschi presenti sulle pareti del presbiterio rappresentanti il ciclo di vita della Beata Vergine Maria sono stati dipinti da Antonio Boselli. Le scene raffigurate sono tratte sia dai vangeli canonici che dai vangeli apocrifi, ossia che la Chiesa ha escluso dal suo canone. I dipinti presenti sono: l'Adorazione dei Magi, Annunciazione, la Presentazione di Maria al Tempio, lo Sposalizio della Vergine, la Visita degli Apostoli a Maria, Storia di Gioacchino e Anna, Assunzione, la Morte di Maria, la Sepoltura di Maria, Gesù al Sepolcro di Maria, Natività, la Crocifissione e la Pietà con i Santi Apollonia e Bernardino.

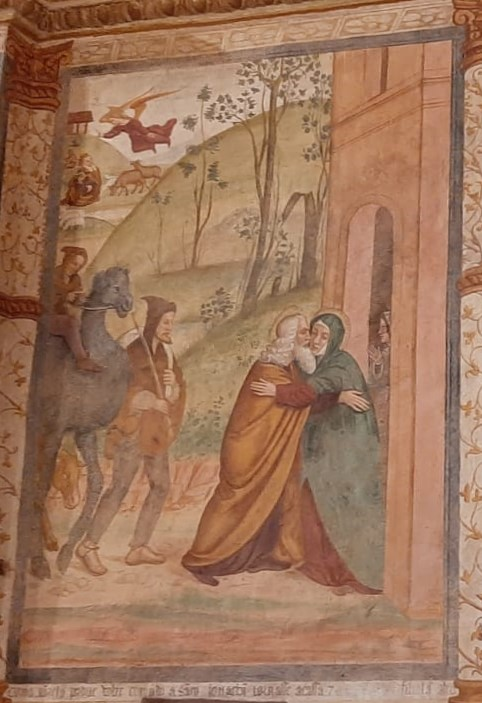
Affresco di Boselli raffigurante la storia di Gioacchino e Anna nel momento dell'Immacolata Concezione e del ritorno alla fertilità di Anna.

### Storia di Gioacchino e Anna
Collocato sul lato sinistro del presbiterio, raffigura genitori di Maria, Gioacchino e Anna che a quell'epoca, a causa dell'impossibilità di procreare, erano considerati maledetti. Nella stessa scena Boselli dipinge due episodi. Nel primo, in alto a sinistra, vi è l'Angelo che annuncia la nascita di una figlia a Gioacchino, riconoscibile grazie all'aureola. Il secondo, in primo piano, ritrae l'incontro tra Anna e Gioacchino alla Porta Aurea di Gerusalemme, la quale è rappresentata come il portico di un cascinale che si affaccia su un cortile. In questa scena i protagonisti si abbracciano incarnando l'Immacolata Concezione di Maria (senza peccato originale dell'unione dei genitori) e la sua Assunzione, ovvero il mistero mariano a cui è dedicato il Santuario. Un particolare interessante riguarda i pastori agghindati con abiti tipici bergamaschi, a cavallo di un cammello il cui colore ricorda quello degli asini usati dai pastori. Al centro del dipinto, una foresta divide le due scene: un arbusto spezzato da un fulmine è inaspettatamente rifiorito, simboleggiando il ritorno alla fertilità di Anna per concepire la Madre di Dio.
Il ciclo di affreschi di questa chiesa, attraverso metodi narrativi e popolari, sembra essere una riflessione sui misteri della teologia mariana: Immacolata, Madre di Dio e Assunta.

### Annunciazione

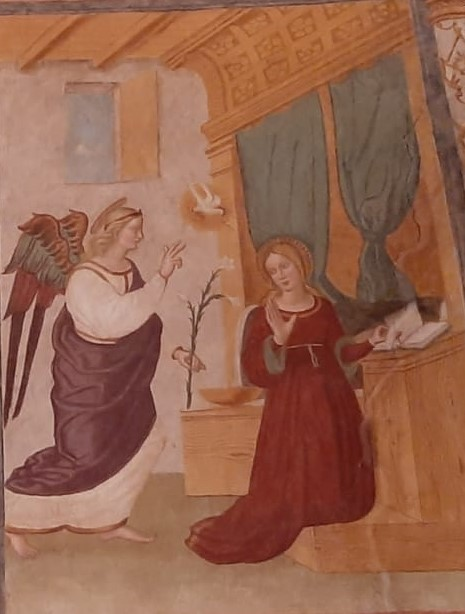
Affresco dipinto da Boselli raffigurante il momento dell'annunciazione da parte dell'Angelo presso la casa di Maria.

Quarto affresco sul lato sinistro del presbiterio, rappresenta la venuta dell'Angelo Gabriele a Maria, tema tratto dai vangeli canonici. La finestra pare essersi aperta improvvisamente lasciando entrare la colomba dello Spirito: in questo momento si avvera la profezia. Per quanto riguarda l'analisi tecnica, vi è un forte contrasto tra il viola del manto e il bianco della tunica dell'Angelo, dotati di un forte panneggio che fa volume, dettaglio presente anche sulle cortine verdi e sull'abito di Maria. Questa scena segna il passaggio dal Vecchio al Nuovo testamento.

### Morte di Maria
Terzo affresco a destra, rappresenta la "Dormizione". Non è presente nei vangeli canonici poiché si pensa che la sua non sia stata una vera e propria morte, piuttosto uno stato di sonno. Nonostante questa credenza, ciò che viene illustrato da Andrea Boselli è la morte, comprensibile dalla figura di Maria riprodotta come un cadavere. L'incarnato, infatti, è tendente al grigio e cupo. Attorno a Lei sono dipinti i dodici apostoli, tra i quali sono riconoscibili Giovanni Evangelista e San Pietro. Come nella Annunciazione, la finestra è stata aperta dall'ingresso dello Spirito Santo. In alto a destra si trova Cristo con in braccio una bambina che simboleggia l'anima di Maria, accerchiato da sei angeli e Cherubini: insieme al soffitto d'oro sono una fonte di luce.

### Assunzione

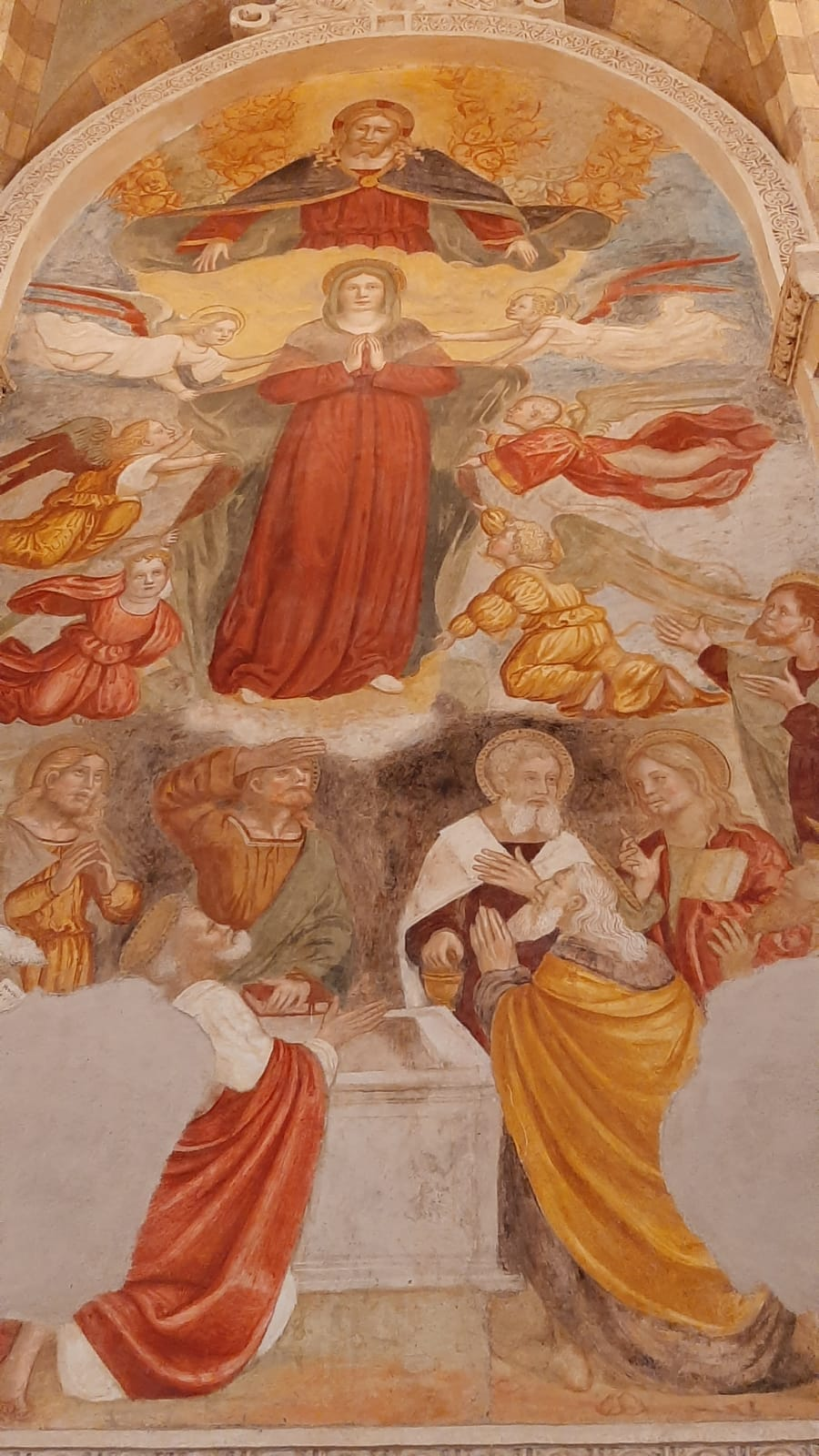
Affresco di Boselli, raffigurante il momento dell'Assunzione di Maria a cui viene dedicato il santuario di Grassobbio in cui si trova l'affresco.

Il dipinto è situato al centro della parete di fondo del presbiterio, in mezzo al ciclo di affreschi, nonostante cronologicamente corrisponda all'ultima scena: interrompe in questo modo la narrazione della vita della Beata, così che l'occhio del fedele cada per primo su di esso. Boselli utilizzò una forma differente rispetto agli altri episodi, immaginandola come una pala d'altare: segue la struttura a volta dell'architettura dell'edificio risultando quindi più grande e a terminazione centinata. Anticamente era ad un livello più basso rispetto all'attuale, si suppone sia stato rialzato in epoca seicentesca. Il volto di Maria è stato dipinto geometricamente al centro del cerchio idealmente disegnabile proseguendo la curva del semicerchio. La scena raffigura Maria che sale dal sepolcro quadrato verso il cielo sollevata da sei angeli. Nella parte inferiore sono presenti Giovanni Evangelista, San Pietro e San Tommaso.